# Ĥ
Ĥ, en minúscules ĥ, (H amb accent circumflex) és l'onzena lletra de l'alfabet en esperanto, que correspon a una fricativa velar sorda [x] en l'Alfabet Fonètic Internacional.
Ĥ és una de les lletres menys usades en esperanto, el seu ús més modern tendeix a reemplaçar-la quan és possible per k: monarĥo > monarko, ĥemio > kemio i, inclusivament, ĥoro > koruso.